# De Luxe (Wolverhampton)
De Luxe is een historisch Brits merk van motorfietsen.
De bedrijfsnaam was De Luxe Motors, Wolverhampton.

## AEB
De onderwijzer A.E. Bradford bouwde al vóór de Eerste Wereldoorlog kleine aantallen motorfietsen die hij verkocht aan lokale enthousiastelingen. Ze waren min of meer als hobby ontstaan en verschilden daarom ook allemaal van elkaar. Van serieproductie was geen sprake.

## De Luxe
Na de oorlog ging hij de merknaam "De Luxe" gebruiken, maar nog steeds produceerde hij geen identieke modellen omdat hij gebruikmaakte van restanten van andere lokale fabrikanten. Daarom bouwde hij van alles, van lichte tweetakten tot zware V-twins met inbouwmotoren van Villiers, JAP en Union. Zijn bedrijf was gevestigd aan Sweetman Street in Wolverhampton. Een tweede "winkeltje" van Bradford, Motorities aan Sweetham Street, verkocht dezelfde motorfietsen als bouwpakket. In 1922 bracht De Luxe het "Model D" met een 346 cc Barr & Stroud schuivenmotor op de markt. Deze werden voor een deel in een tweede fabriek in Corporation Street in Birmingham gebouwd. De productie van motorfietsen werd rond 1925 beëindigd. Kopers van een De Luxe motorfiets kregen een zijspan-frame gratis.
Na 1925 concentreerde Bradford zich op zijn bedrijf Motorities, dat intussen autodealer voor Singer en Triumph was geworden in verhuisd was naar een groter pand in Vane Street in Wolverhampton. Daar kon men echter ook nog steeds motorfietsen als bouwpakket kopen. Motorities sloot de deur begin jaren zeventig, toen Bradford met pensioen ging.